# Immotthia
Immotthia är ett släkte av svampar. Enligt Catalogue of Life ingår Immotthia i ordningen Pleosporales, klassen Dothideomycetes, divisionen sporsäcksvampar och riket svampar, men enligt Dyntaxa är tillhörigheten istället familjen Teichosporaceae, ordningen Pleosporales, klassen Dothideomycetes, divisionen sporsäcksvampar och riket svampar.
|           | Pleomassariaceae                                                            |
|           |                                                                             |
|           | Naetrocymbaceae                                                             |
|           |                                                                             |
|           | Dacampiaceae                                                                |
|           |                                                                             |
|           | Arthopyreniaceae                                                            |
|           |                                                                             |
|           | Aigialaceae                                                                 |
|           |                                                                             |
|           | Amniculicolaceae                                                            |
|           |                                                                             |
|           | Corynesporascaceae                                                          |
|           |                                                                             |
|           | Cucurbitariaceae                                                            |
|           |                                                                             |
|           | Delitschiaceae                                                              |
|           |                                                                             |
|           | Diademaceae                                                                 |
|           |                                                                             |
|           | Didymosphaeriaceae                                                          |
|           |                                                                             |
|           | Dothidotthiaceae                                                            |
|           |                                                                             |
|           | Fenestellaceae                                                              |
|           |                                                                             |
|           | Leptosphaeriaceae                                                           |
|           |                                                                             |
|           | Lindgomycetaceae                                                            |
|           |                                                                             |
|           | Lophiostomataceae                                                           |
|           |                                                                             |
|           | Massarinaceae                                                               |
|           |                                                                             |
|           | Melanommataceae                                                             |
|           |                                                                             |
|           | Montagnulaceae                                                              |
|           |                                                                             |
|           | Morosphaeriaceae                                                            |
|           |                                                                             |
|           | Mytilinidiaceae                                                             |
|           |                                                                             |
|           | Parodiellaceae                                                              |
|           |                                                                             |
|           | Phaeosphaeriaceae                                                           |
|           |                                                                             |
|           | Phaeotrichaceae                                                             |
|           |                                                                             |
|           | Pleosporaceae                                                               |
|           |                                                                             |
|           | Sporormiaceae                                                               |
|           |                                                                             |
|           | Testudinaceae                                                               |
|           |                                                                             |
|           | Tetraplosphaeriaceae                                                        |
|           |                                                                             |
|           | Tubeufiaceae                                                                |
|           |                                                                             |
|           | Venturiaceae                                                                |
|           |                                                                             |
|           | Zopfiaceae                                                                  |
|           |                                                                             |
|           | Phoma                                                                       |
|           |                                                                             |
|           | Speira                                                                      |
|           |                                                                             |
|           | Centrospora                                                                 |
|           |                                                                             |
|           | Mycocentrospora                                                             |
|           |                                                                             |
|           | Pyrenochaeta                                                                |
|           |                                                                             |
|           | Stagonosporopsis                                                            |
|           |                                                                             |
|           | Ascochyta                                                                   |
|           |                                                                             |
|           | Anguillospora                                                               |
|           |                                                                             |
|           | Sporidesmium                                                                |
|           |                                                                             |
|           | Ascochytula                                                                 |
|           |                                                                             |
|           | Ascochytella                                                                |
|           |                                                                             |
|           | Sporocybe                                                                   |
|           |                                                                             |
|           | Periconia                                                                   |
|           |                                                                             |
|           | Berkleasmium                                                                |
|           |                                                                             |
|           | Didymella                                                                   |
|           |                                                                             |
|           | Herpotrichia                                                                |
|           |                                                                             |
|           | Dictyosporium                                                               |
|           |                                                                             |
|           | Fusculina                                                                   |
|           |                                                                             |
|           | Briansuttonia                                                               |
|           |                                                                             |
|           | Leptosphaerulina                                                            |
|           |                                                                             |
|           | Elegantimyces                                                               |
|           |                                                                             |
|           | Phaeostagonospora                                                           |
|           |                                                                             |
|           | Massariosphaeria                                                            |
|           |                                                                             |
|           | Extrusothecium                                                              |
|           |                                                                             |
|           | Ascoronospora                                                               |
|           |                                                                             |
|           | Hyalobelemnospora                                                           |
|           |                                                                             |
| Immotthia | \| \| Immotthia atrograna \| \| \| \| \| \| Immotthia hypoxylon \| \| \| \| |
|           | \| \| Immotthia atrograna \| \| \| \| \| \| Immotthia hypoxylon \| \| \| \| |
|           | Helicascus                                                                  |
|           |                                                                             |
|           | Dactuliophora                                                               |
|           |                                                                             |
|           | Clavariopsis                                                                |
|           |                                                                             |
|           | Subbaromyces                                                                |
|           |                                                                             |
|           | Pseudochaetosphaeronema                                                     |
|           |                                                                             |
|           | Coronospora                                                                 |
|           |                                                                             |
|           | Protocucurbitaria                                                           |
|           |                                                                             |
|           | Pseudotrichia                                                               |
|           |                                                                             |
|           | Trematosphaeriopsis                                                         |
|           |                                                                             |
|           | Passerinula                                                                 |
|           |                                                                             |
|           | Metameris                                                                   |
|           |                                                                             |
|           | Neopeckia                                                                   |
|           |                                                                             |
|           | Cheiromoniliophora                                                          |
|           |                                                                             |
|           | Digitodesmium                                                               |
|           |                                                                             |
|           | Boeremia                                                                    |
|           |                                                                             |
|           | Amarenomyces                                                                |
|           |                                                                             |
|           | Setomelanomma                                                               |
|           |                                                                             |
|           | Didymocrea                                                                  |
|           |                                                                             |
|           | Wettsteinina                                                                |
|           |                                                                             |
|           | Letendraea                                                                  |
|           |                                                                             |
|           | Rhopographus                                                                |
|           |                                                                             |
|           | Shiraia                                                                     |
|           |                                                                             |
|           | Farlowiella                                                                 |
|           |                                                                             |
|           | Paraliomyces                                                                |
|           |                                                                             |
|           | Macroventuria                                                               |
|           |                                                                             |
|           | Neophaeosphaeria                                                            |
|           |                                                                             |
|           | Pseudodidymella                                                             |
|           |                                                                             |
|           | Mycodidymella                                                               |
|           |                                                                             |
|           | Ochrocladosporium                                                           |
|           |                                                                             |
|           | Cheirosporium                                                               |
|           |                                                                             |
|           | Margaretbarromyces                                                          |
|           |                                                                             |
|           | Versicolorisporium                                                          |
|           |                                                                             |
|           | Monoblastiopsis                                                             |
|           |                                                                             |
|           | Ocala                                                                       |
|           |                                                                             |
|           | Lentithecium                                                                |
|           |                                                                             |
|           | Tingoldiago                                                                 |
|           |                                                                             |
|           | Wicklowia                                                                   |
|           |                                                                             |
|           | Aquaticheirospora                                                           |
|           |                                                                             |
|           | Ascorhombispora                                                             |
|           |                                                                             |
|           | Immotthia atrograna                                                         |
|           |                                                                             |
|           | Immotthia hypoxylon                                                         |
|           |                                                                             |

|  | Immotthia atrograna |
|  |                     |
|  | Immotthia hypoxylon |
|  |                     |